# Марсель-Ле-Кама

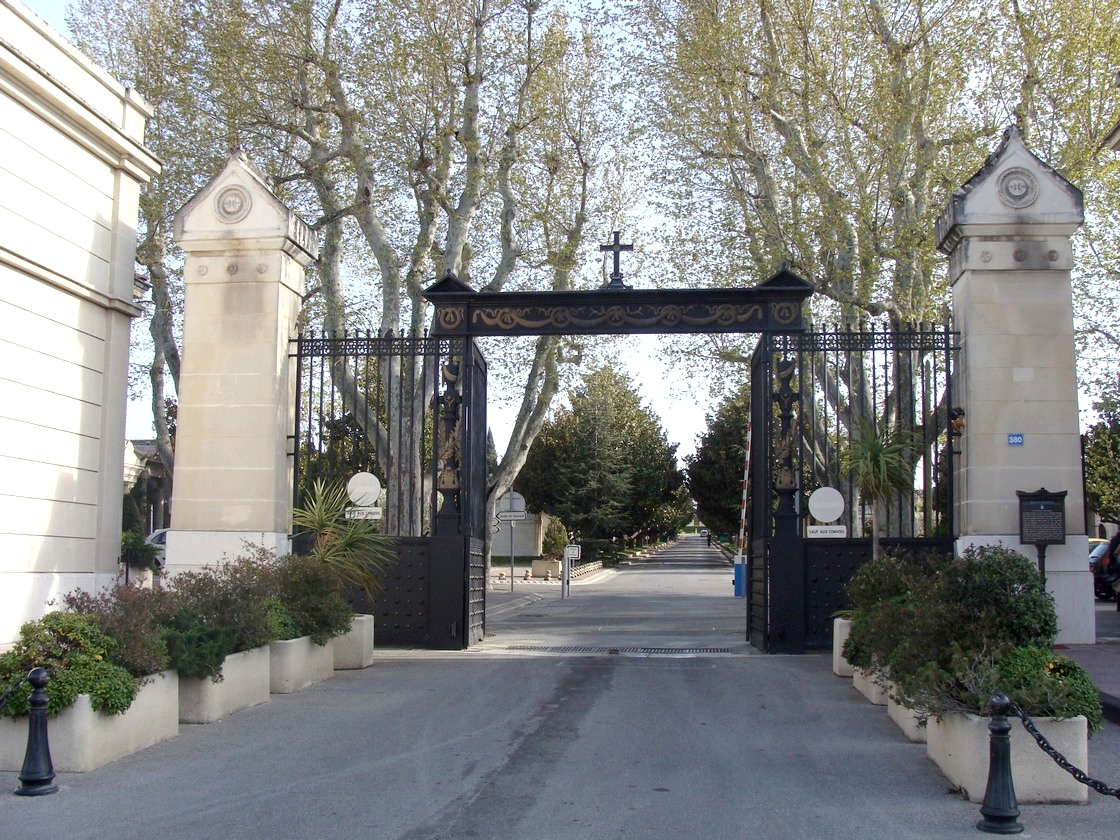
Центральный вход на кладбище Сен-Пьер

Марсе́ль-Ле-Кама́ (фр. Marseille-Le Camas) — кантон во Франции, находится в регионе Прованс — Альпы — Лазурный Берег, департамент Буш-дю-Рон. Входит в состав округа Марсель.
Код INSEE кантона — 1319. В кантон Марсель-Ле-Кама входит часть коммуны Марсель.
Население кантона на 2008 год составляло 28 564 человека.